# Bagdad (Florida)
Bagdad es un lugar designado por el censo ubicado en el condado de Santa Rosa en el estado estadounidense de Florida. En el Censo de 2010 tenía una población de 3761 habitantes y una densidad poblacional de 224,86 personas por km².

## Geografía
Bagdad se encuentra ubicado en las coordenadas 30°35′3″N 87°2′42″O / 30.58417, -87.04500. Según la Oficina del Censo de los Estados Unidos, Bagdad tiene una superficie total de 16.73 km², de la cual 16.4 km² corresponden a tierra firme y (1.94%) 0.32 km² es agua.

## Demografía
Según el censo de 2010, había 3761 personas residiendo en Bagdad. La densidad de población era de 224,86 hab./km². De los 3761 habitantes, Bagdad estaba compuesto por el 84.61% blancos, el 8.75% eran afroamericanos, el 0.98% eran amerindios, el 1.17% eran asiáticos, el 0.11% eran isleños del Pacífico, el 0.61% eran de otras razas y el 3.78% pertenecían a dos o más razas. Del total de la población el 3% eran hispanos o latinos de cualquier raza.